# Upper Similkameen
Upper Similkameen (Upper Similkameen Indian Band) jedna od tri bande Similkameen Indijanaca sa sjeverne obale rijeke Similkameen u Britanskoj Kolumbiji, Kanada. U prošlosti su imali 3 sela: Ntkaihelok (Ntkai'xelôx), nedaleko Princetona, sjeverna strana rijeke Similkameen; Snazaist (Snäzäi'st), sjeverna obala rijeke Similkameen i Tcutcuwiha (Tcutcuwî'xa) ili Tcutcawiha (Tcutcawi'xa), sjeverna strana Similkameena.
U suvremeno doba žive na 7 rezervi: Chuchuwayha 2 na ušću Hedley Creeka (2.277.10 ha), Chuchuwayha 2c na izvoru Johns Creeka (121.40 ha), Lulu 5 na ušću Arcat Creeka na lijevoj obali Similkameena (20.20 ha), Nine Mile Creek 4 na ušću Steven Creeka na lijevoj obali Similkameena (80.10 ha), One Mile 6 sjeverno od Princetona (4 ha), Vermilion Forks 1 (3.20 ha) i Wolf Creek 3 na ušću Wolf Creeka na desnoj obali Similkameena (202.5 ha).
Populacija im je 2006 iznosila 65, od toga 30 muškaraca i 35 žena.
Svi pripadnici ove skupine (2006) govore jedino još engleskim jezikom, dok je 2001. bilo 10 govornika, i vi su bili žene. Među Upper Similkameenima govorila je dijalektom similkameen još u siječnju 2006. jedna starija žena. Jezik se uči i danas, a među Lower Similkameenima govori ga još 18 osoba ali su sve preko 55 godina (2007).  Jezik Nsyilxcən pripada porodici salishan, i to je jezik naroda Okanagon.